# Bicicleta albă

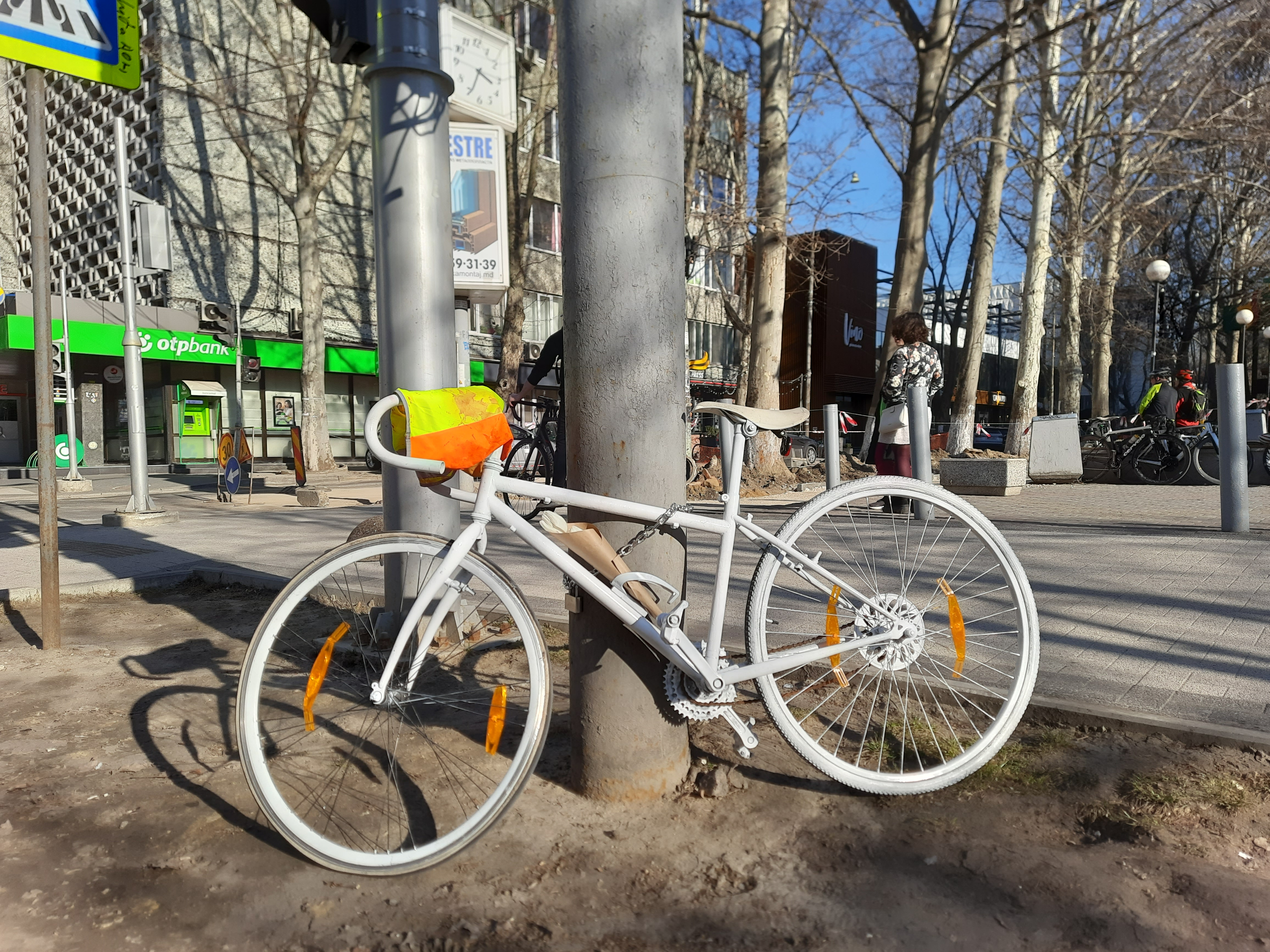
Bicicletă albă în Chișinău, instalată în martie 2023 ca reacție la moartea campionului moldovean la ciclism junior

Bicicleta albă (în engleză WhiteCycle sau ghost bike – bicicletă-fantomă) este o bicicletă instalată ca memorial într-un loc în care a murit un biciclist, de regulă după o coliziune cu un automobil. De obicei bicicleta este vopsită în alb și are atașată o placă cu data incidentului și numele victimei. În timp ce scopul principal este de a comemora cicliștii căzuți victime, bicicleta albă mai amintește trecătorilor, în special șoferilor, despre vulnerabilitatea persoanelor care utilizează transportul alternativ.
Potrivit The Guardian, primul memorial de acest gen a fost instalat în orașul american Saint Louis în 2003: după un accident rutier fatal dintre un automobil și un ciclist, un martor ocular a instalat la fața locului o bicicletă vopsită în alb, cu un semn pe care scria „Aici a fost lovit un biciclist” (în engleză „Cyclist struck here”). Ulterior, mișcarea s-a extins în zeci de orașe, inclusiv din alte țări. În 2004 a fost instalată o bicicletă albă la Pittsburgh, în 2005 la New York și Seattle, în 2006 la Toronto ș.a.m.d. În unele orașe, precum Ottawa, astfel de instalații pot fi expuse pe o durată de nu mai mult de 6 luni de la data instalării.
Către 2020, erau înregistrate aproximativ 630 de memoriale în 210 de locații din întreaga lume. Primul astfel de monument a fost instalat în Republica Moldova la Chișinău în martie 2023, ca reacție la decesul campionului moldovean la ciclism junior câteva zile mai devreme, acesta fiind tamponat mortal pe unul din traseele naționale în timp ce se antrena.